# 准浑德伦柴达木湖
准浑德伦柴达木湖，又作准浑德仑柴达木，是位于中国内蒙古自治区阿拉善盟阿拉善左旗吉兰泰镇境内的一个内流干盐湖，地处吉兰泰镇政府驻地东北约31.5千米的乌兰布和沙漠中，湖面海拔1020米，面积1.0平方千米。